# Richard Mason

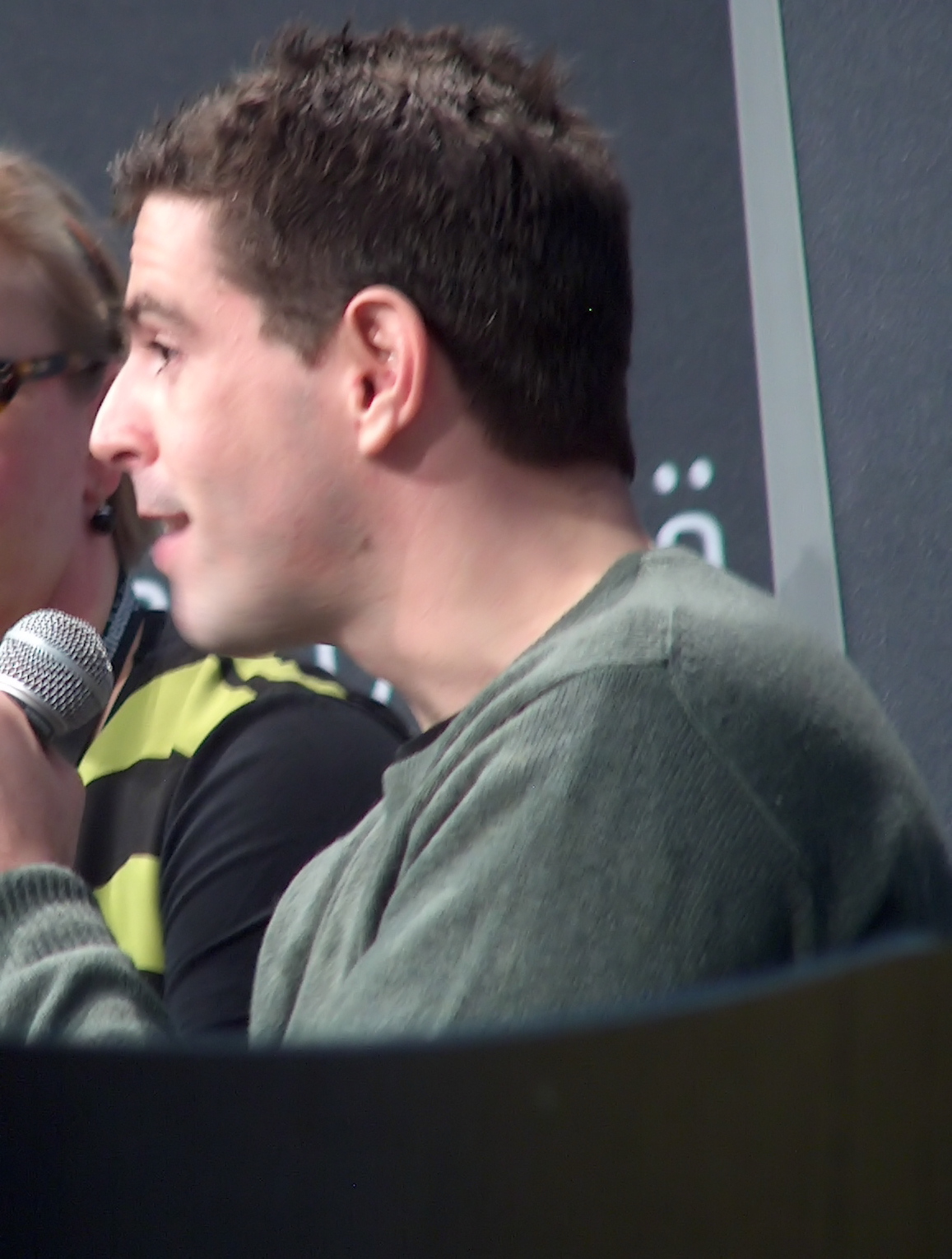

Richard Mason (Johannesburg, 1977) is een Brits schrijver.
Mason was tien jaar toen hij met zijn ouders vanuit Zuid-Afrika naar het Verenigd Koninkrijk verhuisde. Hij studeerde aan Eton College en de Universiteit van Oxford. Zijn eerste roman The drowning people (1999, in het Nederlands vertaald als Verloren zielen) werd gepubliceerd tijdens zijn eerste jaar in Oxford en is sindsdien vertaald in 22 talen. Zijn tweede roman Us verscheen in 2005, in 2008 gevolgd door The lighted rooms.
In 2010 verbleef Mason enige tijd in Amsterdam om er te werken aan zijn vierde roman, die in mei 2011 verscheen: Geschiedenis van een genotszoeker.
Ter nagedachtenis aan zijn zuster Kay, die overleed toen hij nog een kind was, heeft Mason de Kay Mason Foundation opgezet, een organisatie die zich inzet voor beter onderwijs voor kansarme kinderen en jongeren in Zuid-Afrika.
Mason en zijn echtgenoot Benjamin Morse wonen in New York.
- Bibsys: 90096946
- Bibliothèque nationale de France: cb13561222s (data)
- Gemeinsame Normdatei: 121097633
- International Standard Name Identifier: 0000 0001 1467 2877
- Library of Congress Control Number: nb2010014710
- Nationale Bibliotheek van Letland: 000198071
- Bibliotheek van het Japanse parlement: 00838992
- Nationale Bibliotheek van Tsjechië: jo20010090060
- Nationale Bibliotheek van Israël: 987008116375605171
- Nederlandse Thesaurus van Auteursnamen: 18114347X
- Istituto Centrale per il Catalogo Unico: FERV074971
- LIBRIS: 368140
- SNAC: w67d4dff
- Système universitaire de documentation: 052527786
- Virtual International Authority File: 8233964
- WorldCat: E39PBJt437CcRjYG9WRJtT6BT3